# 生駒京子
生駒 京子（いこま きょうこ、1956年〈昭和31年〉5月 - 2023年〈令和5年〉8月15日）は、日本の実業家。株式会社プロアシスト創業者。同社代表取締役社長のほか、関西経済同友会代表幹事や日本WHO協会副理事長を歴任した。

## 経歴
1956年、京都市生まれ。1982年に大阪電気通信大学卒業後、日本コンピューター・サイエンス・センター入社。エンジニアとして松下電工とIBMに出向。専業主婦を経て1994年に有限会社プロアシスト（2001年に株式会社化）を設立した。
2021年5月に寺田千代乃以来女性として2人目となる関西経済同友会代表幹事に就任。同会では「女性リーダー塾」の立ち上げや2025年大阪・関西万博の機運醸成に取り組み、代表幹事を2023年5月まで2年務めた。2023年8月15日に死去。享年67歳。

## 評価
- 関西経済連合会会長の松本正義は死去を受けて「常に明朗快活で、関西の未来を語っておられた姿が印象に残っている」とコメントした[2]。
- 大阪商工会議所会頭の鳥井信吾は死去を受けて「今後わが国が取り組むべき課題を、自ら体現・推進された」とコメントした[2]。
- 生駒の死去時に関西経済同友会の代表幹事だった角元敬治と宮部義幸は死去を受けて連名で「功績を引き継ぎ、関西・日本の発展に残された我々一同尽力していきたい」とコメントした[4]。